# Zephyrogomphus longipositor
Zephyrogomphus longipositor – gatunek ważki z rodziny gadziogłówkowatych (Gomphidae).